# Mariana Machado
Mariana Machado (12 de noviembre de 2000) es una deportista de Portugal que compite en atletismo. Ganó una medalla de plata en el Campeonato Europeo de Atletismo por Equipos de 2019, en la prueba de 5000 m.